# Сноу (рэпер)
Сно́у (англ. Snow, наст. имя: Дэррин Кеннет О'Брайан, англ. Darrin Kenneth O'Brien; род. 30 октября 1969 года) — канадский рэпер.
Известен по хиту «Informer», в 1993 году проведшему семь недель на 1 месте в США (в чарте Billboard Hot 100).

## Биография
В 1993 году песня «Informer» в исполнении Сноу поднялась на вершину поп- и ритм-н-блюзового чартов американского «Билборда», став в итоге одним из крупнейших хитов того года. Что интересно, как отмечает Рон Уинн в биографии рэпера на сайте AllMusic, поскольку песня исполнялась на патуа, только самые большие поклонники жанра рэгги могли понять её текст без листика с переводом.
Альбом 12 Inches of Snow, куда эта песня вошла, тоже был успешен, достигнув 5 места в Billboard 200.
В июне того же года ещё один сингл с того же альбома рэпера, «Girl, I've Been Hurt», достиг 17 места в чарте Billboard Hot 100.
После этого Сноу вернулся в чарт Billboard Hot 100 только 25 лет спустя, в начале 2019 года в дуэте с Дэдди Янки. Причём песня «Con calma», которую они исполняли, являлась интерполяцией всё того же знаменитого хита «Informer».

## Дискография
См. Snow (musician)#Discography в английском разделе.